# Gullni hringurinn

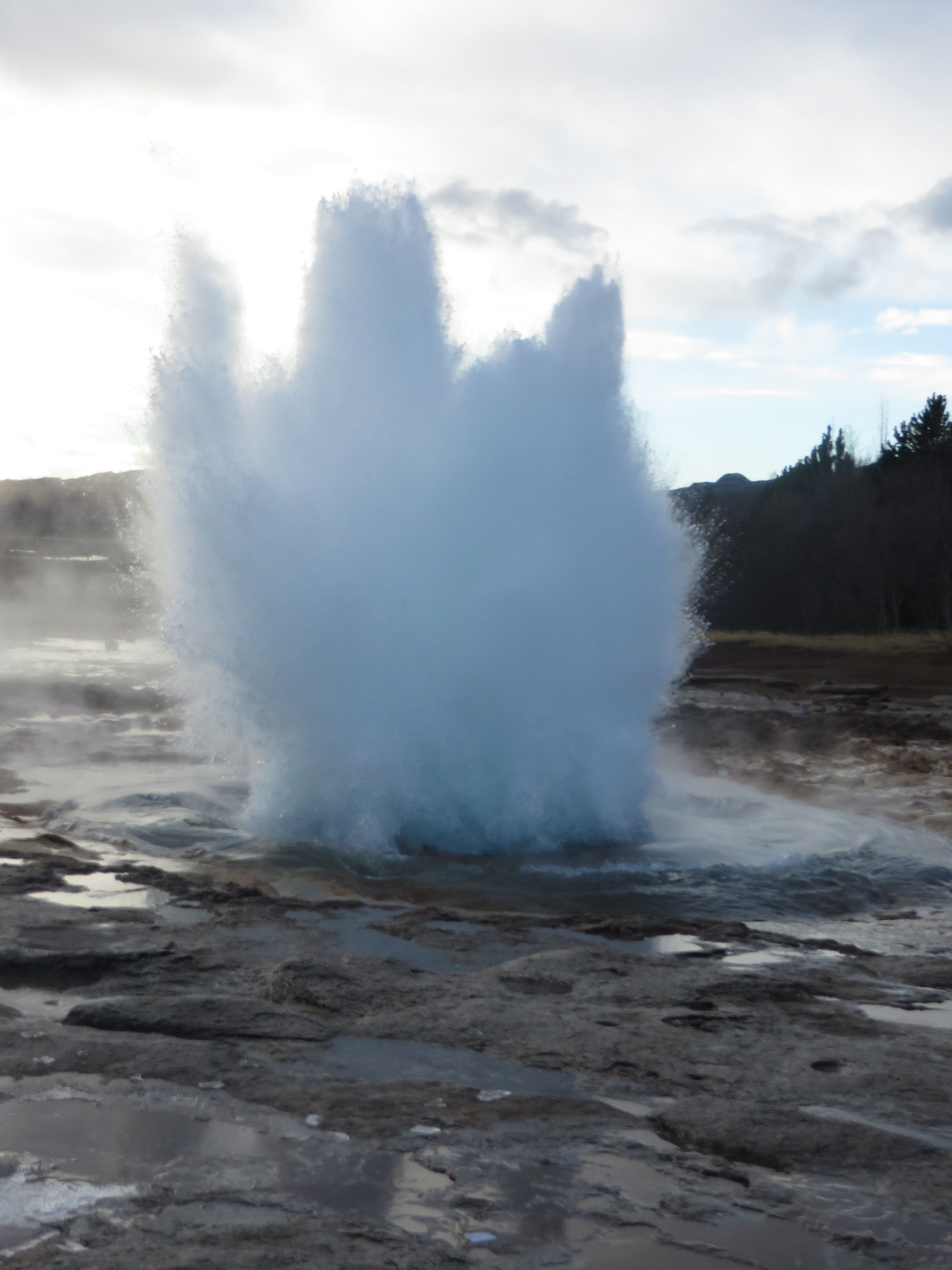
Der regelmäßig aktive Geysir Strokkur

Gullni hringurinn (wörtlich: Der goldene Ring oder Die goldene Rundfahrt) ist eine beliebte Reiseroute in Südwest- und Süd-Island. Ausländischen Touristen ist sie meist unter der englischen Bezeichnung Golden Circle bekannt. Ausgehend von der Hauptstadt Reykjavík kann man drei der bekanntesten Sehenswürdigkeiten der Insel in einem Tagesausflug besuchen. Die Rundfahrt ist rund 300 Kilometer lang, dauert 4–5 Stunden reine Fahrzeit, insgesamt 8–10 Stunden, je nachdem wie viel Zeit man sich an den einzelnen Stationen lässt.

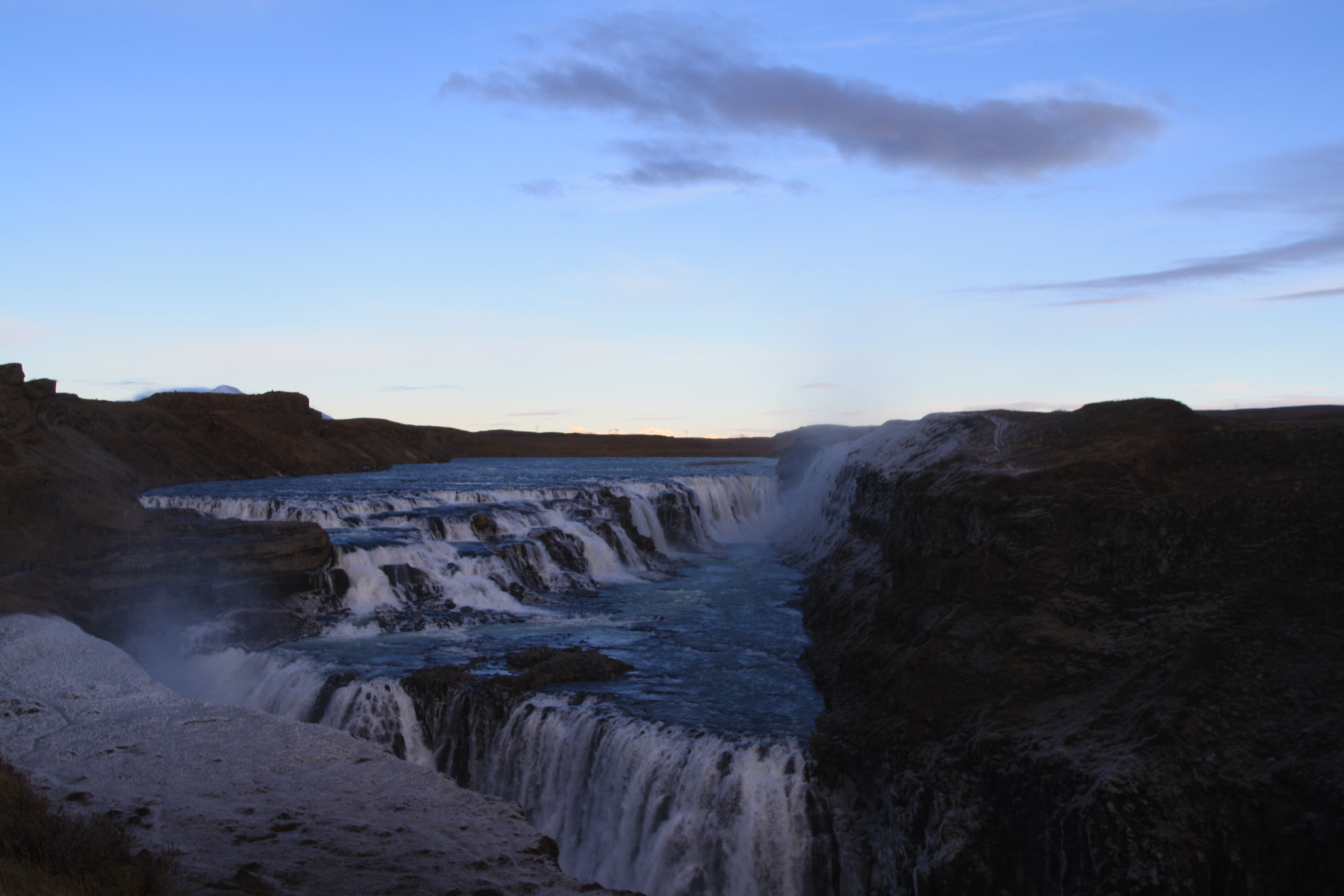
Der Wasserfall Gullfoss

Die drei wichtigsten Sehenswürdigkeiten auf dieser Strecke sind:
- die ehemalige Thing-Stätte Þingvellir im gleichnamigen Nationalpark mit
  - dem Ertränkungsbecken Drekkingarhylur
  - dem naheliegenden Wasserfall Öxarárfoss
- das Geothermalgebiet Haukadalur mit
  - dem Großen Geysir (Namensgeber aller Geysire),
  - dem Geysir Strokkur, der zuverlässig ca. alle 10 Minuten ausbricht,
  - der Thermalquelle Blesi,
- der Wasserfall Gullfoss, dessen Name „goldner Wasserfall“ den Begriff Goldner Zirkel geprägt hat.

Bustouren von Reykjavík aus, die etwa 8,5 Stunden dauern, stoppen oft auch noch am Vulkankrater Kerið.
Ebenfalls zum Gebiet gehören:
- die heißen Quellen um Laugarvatn,
- der ehemalige Bischofssitz Skálholt.